# Делія Боккардо
Делія Боккардо  (італ. Delia Boccardo; 29 січня 1948, Генуя, Італія) — італійська кіноакторка.

## Біографія
Справжнє прізвище — Барберіс (іт. Barberis). Дитинство і отроцтво провела в Нерві. Навчалася в школі-інтернаті в Швейцарії, вивчала англійську в «Poggio Imperiale» у Флоренції, Італія і в 1962—1964 році навчалася в коледжі Сассекса, Англія. Вивчала акторську майстерність в Експериментальному центрі кінематографії в Римі. Не закінчила навчання, так як стала отримувати одне за одним запрошення зніматися в кіно. Делія Боккардо приваблювала кінематографістів своєю яскравою красою, чарівністю і молодістю. Дебютувала в кіно в 1966 році у спагеті-вестерні режисера Енцо Пері «Tre pistole contro Cesare» (Маді). Виконала роль Лізи Морелль в комедії за участю Пітера Селерса «Інспектор Клузо» (1968, реж. Бад Йоркін). Найбільш продуктивний період у кар'єрі актриси припав на 70-і роки. Серед найкращих ролей — Сенді Бронсон у стрічці «Детектив» (1969, реж. Ромоло Гуррієрі Джіроламі), Кароліна де Койн в екранізації роману Гарольда Роббінса «Шукачі пригод / The Adventurers» (1970), головна жіноча роль у картині «Стрес» (1971, реж. Коррадо Пріско), Лорейн Борман у фільмі «Snow Job» (1972), Дора Купер в драмі Граньє — Дефер «Жінка у вікні» (1976), Афіна в міфологічній картині «Геракл» (1983, реж. Луїджі Коцца), Марія Магдалина в телефільмі «The Day Christ Died» (1980). З середини 80-х років знімалася головним чином в італійських телесеріалах — «Секрет Сахари» (Жасмін, 1987), «Спрут 5» (Марта, 1990), «Пристрасті по-італійськи» (Тіллі Нарді, всі сезони, 1998—2008). У 1983 році Делія Боккардо виконала роль дружини Доменіко у фільмі Андрія Тарковського «Ностальгія».

## Фільмографія
- Tre pistole contro Cesare (1966)
- L'occhio selvaggio (1967)
- L'infallibile Ispettore Clouseau (1968)
- Un detective (1969)
- L'ultimo avventuriero (The Adventurers) (1970)
- Una macchia rosa (1970)
- I cannibali (1970)
- Michele Strogoff, corriere dello zar (1970)
- Per grazia ricevuta (1970)
- Stress (1971)
- Equinozio (1971)
- Padella calibro 38 (1972)
- Grande slalom per una rapina (1972)
- La polizia incrimina, la legge assolve (1973)
- Rappresaglia (1973)
- Il poliziotto è marcio (1974)
- Un fiocco nero per Deborah (1974)
- Il caso Raoul (1975)
- La polizia accusa: il servizio segreto uccide (1975)
- La mazurka del barone, della santa e del fico fiorone (1975)
- L'ultimo giorno di scuola prima delle vacanze di Natale (1975)
- Giovannino (1976)
- Una donna alla finestra (1976)
- Tentacoli (1977)
- Improvviso (1979)
- Roma dalla finestra (1982)
- Afrodite (1982)
- Nostalghia (1983)
- Hercules (1983)
- Assisi Underground (1985)
- Sposi (1987)
- Cavalli si nasce (1988)
- L'isola alla deriva (1989)
- La settimana della Sfinge (1990)
- Il nodo alla cravatta (1991)
- Le retour de Casanova (1992)
- Dichiarazioni d'amore (1994)
- Fade Out (Dissolvenza al nero) (1994)
- Questo è il giardino (1999)
- Sole negli occhi (2001)